# Андреевское сельское поселение (Саргатский район)
Андреевское се́льское поселе́ние — муниципальное образование в Саргатском районе Омской области Российской Федерации.
Административный центр — село Андреевка.

## История
Статус и границы сельского поселения установлены Законом Омской области от 30 июля 2004 года № 548-ОЗ «О границах и статусе муниципальных образований Омской области».

## Население
| 2010  | 2011  | 2012  | 2013  | 2014  | 2015  | 2016  |
| ----- | ----- | ----- | ----- | ----- | ----- | ----- |
| 1940  | ↘1932 | ↘1880 | ↘1830 | ↗1836 | ↘1816 | ↘1812 |
| 2017  | 2018  | 2019  | 2020  | 2021  | 2023  |       |
| ↘1811 | ↘1788 | ↘1745 | ↗1765 | ↘1406 | ↘1374 |       |

## Состав сельского поселения
| № | Населённый пункт | Тип населённого пункта       | Население |
| - | ---------------- | ---------------------------- | --------- |
| 1 | Андреевка        | село, административный центр | ↘828      |
| 2 | Ивановка         | деревня                      | 580       |
| 3 | Красный Путь     | деревня                      | 291       |
| 4 | Степановка       | деревня                      | ↘54       |
| 5 | Черноозерье      | деревня                      | ↘187      |

## Археология
В Черноозерье на Иртыше открыты позднепалеолитический памятник Черноозерье II и мезолитический памятник Черноозерье VIa.